# Zhongjianornis
Zhongjianornis je rod dugokljune, veličine goluba ptice iz razdoblja rane krede, koja je živjela u Kini. POznata je iz jednog fosila nađenog u Jianchangu, u provinciji Liaoning, u stijenama formacije Jiufotang. Izvješteno je da je najprimitivnija (ali ne i najranija) ptica kojoj nedostaju zubi.
Holotipski primjerak nalazi se u kolekciji Instituta za paleontologiju i paleoantropologiju kralježnjaka u Pekingu. Ovaj primjerak katalogiziran je pod pristupnim brojem IVPP V15900. Čini ga potpuni kostur, možda mu nedostaje nekoliko repnih kralješaka.
Zhongjianornisa su opisali Zhou, Zhang i Li 2009. godine Otkrili su da je Zhongjianornis primitivniji nego Confuciusornis. 